# Olga Zaviálova
Olga Víktorovna Zaviálova –en ruso, Ольга Викторовна Завьялова– (Begúnitsy, URSS, 24 de agosto de 1972) es una deportista rusa que compitió en esquí de fondo.
Ganó seis medallas en el Campeonato Mundial de Esquí Nórdico, en los años 2003 y 2007. Participó en tres Juegos Olímpicos de Invierno, entre los años 2002 y 2010, ocupando el séptimo lugar en Turín 2006 (7,5 km+7,5 km persecución) y el séptimo en Vancouver 2010 (relevo).

## Palmarés internacional
| Campeonato Mundial | Campeonato Mundial     | Campeonato Mundial | Campeonato Mundial        |
| Año                | Lugar                  | Medalla            | Prueba                    |
| ------------------ | ---------------------- | ------------------ | ------------------------- |
| 2003               | Val di Fiemme (Italia) | Medalla de oro     | 30 km                     |
| 2003               | Val di Fiemme (Italia) | Medalla de bronce  | 5 km+5 km persecución     |
| 2003               | Val di Fiemme (Italia) | Medalla de bronce  | 15 km                     |
| 2003               | Val di Fiemme (Italia) | Medalla de bronce  | Relevo 4 × 5 km           |
| 2007               | Sapporo (Japón)        | Medalla de oro     | 7,5 km+7,5 km persecución |
| 2007               | Sapporo (Japón)        | Medalla de plata   | 10 km                     |